# 南浮田インターチェンジ
南浮田インターチェンジ（みなみうきたインターチェンジ）は、青森県西津軽郡鰺ヶ沢町にある津軽自動車道（鰺ヶ沢道路）のインターチェンジである。
浮田・柏方面のみ出入りのハーフICである。

## 道路

### 本線
- E64 津軽自動車道（鰺ヶ沢道路）

### 接続する道路
- 青森県道31号弘前鯵ケ沢線

## 歴史
- 2016年（平成28年）7月30日 : 鰺ヶ沢道路 国道101号 - 鰺ヶ沢IC間開通に伴い供用開始[1]。

## 料金所
- 無料区間のため、設置されていない。

## 隣
E64 津軽自動車道（鰺ヶ沢道路）
国道101号取付部 - 南浮田IC - 鰺ヶ沢IC